# ゆらり桜空…
「ゆらり桜空…」（ゆらりおうぞら）は、日本のガールズバンド・MARIAの4作目のシングル。

## 概要
- 前作「HEART☆BEAT」から約1年ぶりのシングル。
- メジャーデビュー後としては初のノンタイアップシングルとなった。
- ジャケットの異なる初回生産限定盤と通常盤の2形態で発売され、初回生産限定盤には特典として表題曲のミュージック・ビデオを収録したDVDが同梱された。

## 収録曲
1. ゆらり桜空… [4:54]
作詞：あゆか
作曲：あゆか、m・tAnk
編曲：明石昌夫
2. 旅立ちの日に [4:32]
作詞：小嶋登
作曲：坂本浩美
編曲：明石昌夫
メンバーの愛華とれいなの高校卒業に伴い、ロック調でカバーされた[1]。
3. ゆらり桜空… (Instrumental) [4:45]
作曲：あゆか、m・tAnk
編曲：明石昌夫
表題曲のインストゥルメンタルバージョン。
4. 旅立ちの日に (Instrumental) [4:27]
作曲：坂本浩美
編曲：明石昌夫
カップリング曲のインストゥルメンタルバージョン。

## 収録アルバム
- Day by day (#1)
- MARIA BOX (#1,2)